# اتحادیه دختران آلمان
اتحادیه دختران آلمان یا به‌ده‌ام (به آلمانی: Bund Deutscher Mädel یا BDM) شاخه دخترانه جوانان هیتلری و تنها سازمان زنان جوان در رایش آلمان بود.

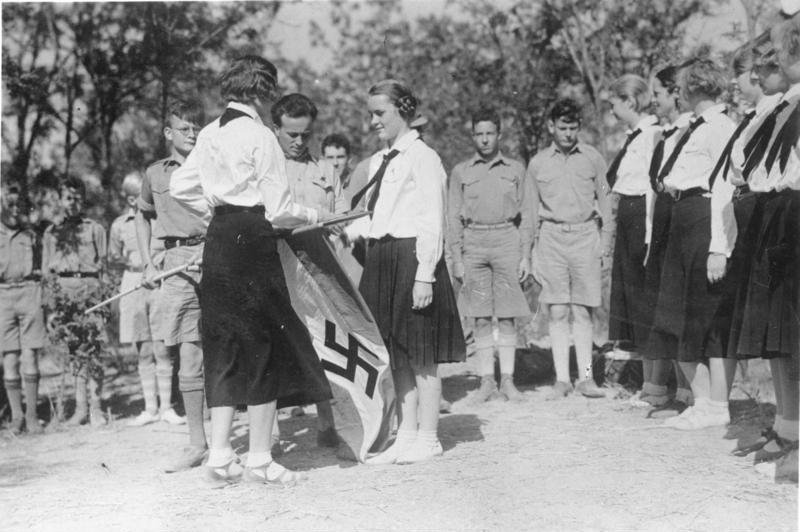
جوانان هیتلری و اتحادیه دختران آلمان در چین، ۱۹۳۵

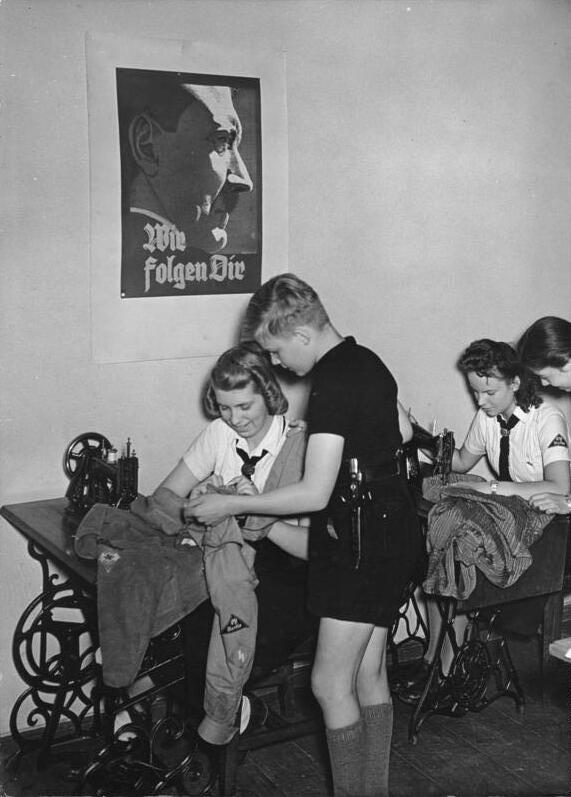
اتاق خیاطی اتحادیه با پوستری از آدولف هیتلر بر روی دیوار با شعار ما از تو پیروی می‌کنیم.

ریشه این اتحادیه به سال ۱۹۲۰ برمی‌گشت وقتی که انجمن خواهران جوانان هیتلری پایه‌گذاری شد. سال ۱۹۳۰ شاخه زنان جنبش جوانان هیتلری پایه‌گذاری شد. نام کامل آن «اتحادیه دختران آلمانی جوانان هیتلری» (Bund Deutscher Mädel in der Hitler-Jugend) بود. این سازمان تا سال ۱۹۳۰ حدود ۲۵ هزار عضو زیر هجده سال داشت.

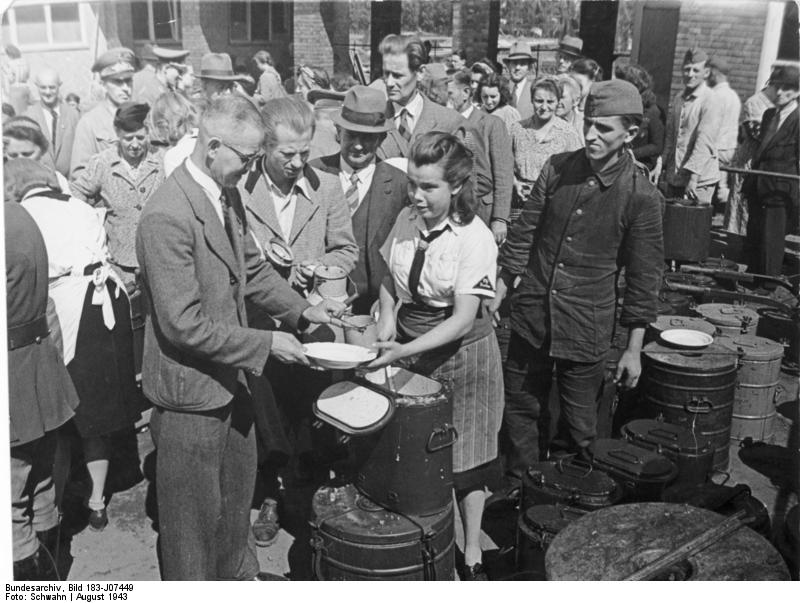
اعضای اتحادیه در پناهگاه به بمب‌زدگان غذای گرم می‌دهند